# 214
| [ Edytuj tabelę ] |                        |
| Cesarz Chin       | - 189 Han Xiandi 220   |
| Władca Korei      | - 197 Sansang 227      |
| Papież            | - 199 Zefiryn 217      |
| Król Partów       | - 208 Wologazes VI 228 |
| Cesarz Rzymu      | - 211 Karakalla 217    |

Rok 214 / CCXIV
stulecia: II wiek ~
III wiek ~
IV wiek

lata: 204 «
209 «
210 «
211 «
212 «
213 «
214
» 215
» 216
» 217
» 218
» 219
» 224

## Wydarzenia
Azja
- Chiński generał Liu Bei uzyskał kontrolę nad Syczuanem (Shu).

## Urodzili się
- 10 maja – Klaudiusz II Gocki, cesarz rzymski (zm. 270).
- 9 września – Lucjusz Domicjusz Aurelian, cesarz rzymski (zm. 275).
- Diofantos, matematyk grecki (lub 200; zm. 284/298).

## Zmarli
- Fu Shou, chińska cesarzowa, pierwsza żona cesarza Xiana.